# Christuskirche (Norden)

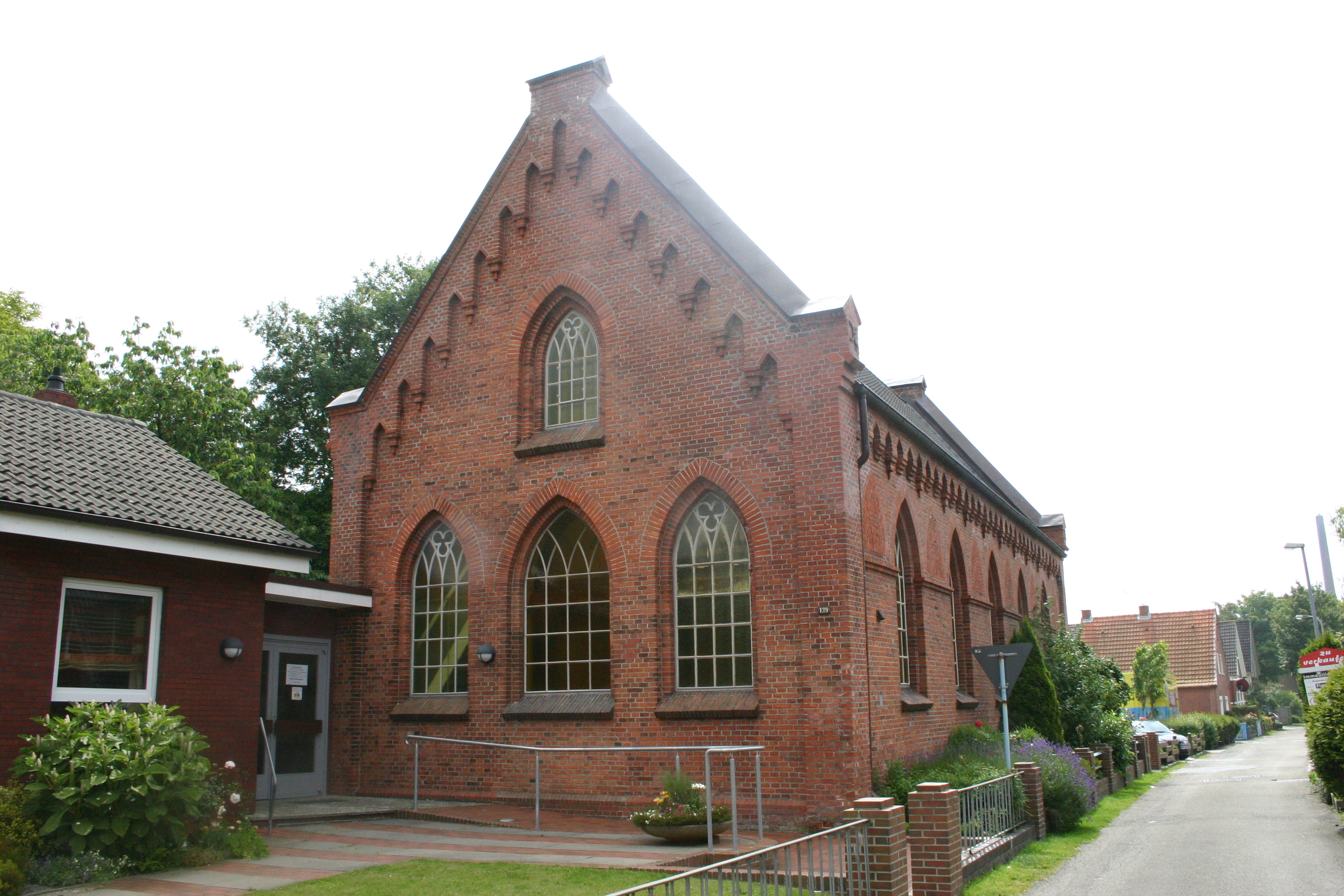
Christuskirche in Norden

Die Evangelisch-Freikirchliche Christuskirche im ostfriesischen Norden wurde im Jahr 1900 im neugotischen Stil errichtet.

## Geschichte
Die Anfänge der Norder Baptistengemeinde gehen auf Johann Carl Cramer (1825–1850) zurück. 1865 schlossen sich die Norder Baptisten der neu gegründeten Baptistengemeinde in Jennelt/Hamswehrum an. Im Jahr 1900 wurde die Gemeinde in Norden gegründet und im selben Jahr die Kapelle gebaut. Bis 1950 verstellte ein Wohnhaus die Sicht von der Osterstraße auf das Gotteshaus. Nach dem Abriss dieses Bauwerks wurde in den 1960er Jahren ein kleiner Vorbau errichtet. Das Gebäude trägt seit 1957 offiziell die Bezeichnung „Christuskirche“.
Die heute Evangelisch-Freikirchliche Gemeinde Norden genannte Baptistengemeinde gehört zum Evangelisch-Freikirchlichen Landesverband Baptisten im Nordwesten und innerhalb des Landesverbandes zur regionalen Arbeitsgemeinschaft Ems-Jade-Mission.

## Baubeschreibung
Die Giebel und die Langseiten werden durch einen Fries betont. An den Langseiten und der Straßenseite sind Spitzbogen-Fenster angebracht. Der Haupteingang führt in ein mit einer Garderobe ausgestattetes Foyer, das die Kirche mit dem in den 1960er Jahren angebauten Gemeindezentrum verbindet.
Unter dem Gemeindesaal befinden sich im Kellergeschoss die Sanitäranlagen und ein zusätzlicher Jugendraum. Alle Veranstaltungen können  mit Bild und Ton in den Gemeindesaal übertragen werden. So dient er auch als Eltern-Kind-Raum während des Gottesdienstes. Im Anbau hinter der Kirche, der an der Kleinen Hinterlohne liegt und bis 1984 als Pastorenwohnung diente, sind nach einem umfangreichen Umbau heute die Küche und weitere Gruppenräume untergebracht. Die sogenannte Kinderarche nutzt einen der Räume und auch den Spielplatz an drei Tagen der Woche für die Betreuung von Kindern im Vorkindergartenalter.

## Innenausstattung

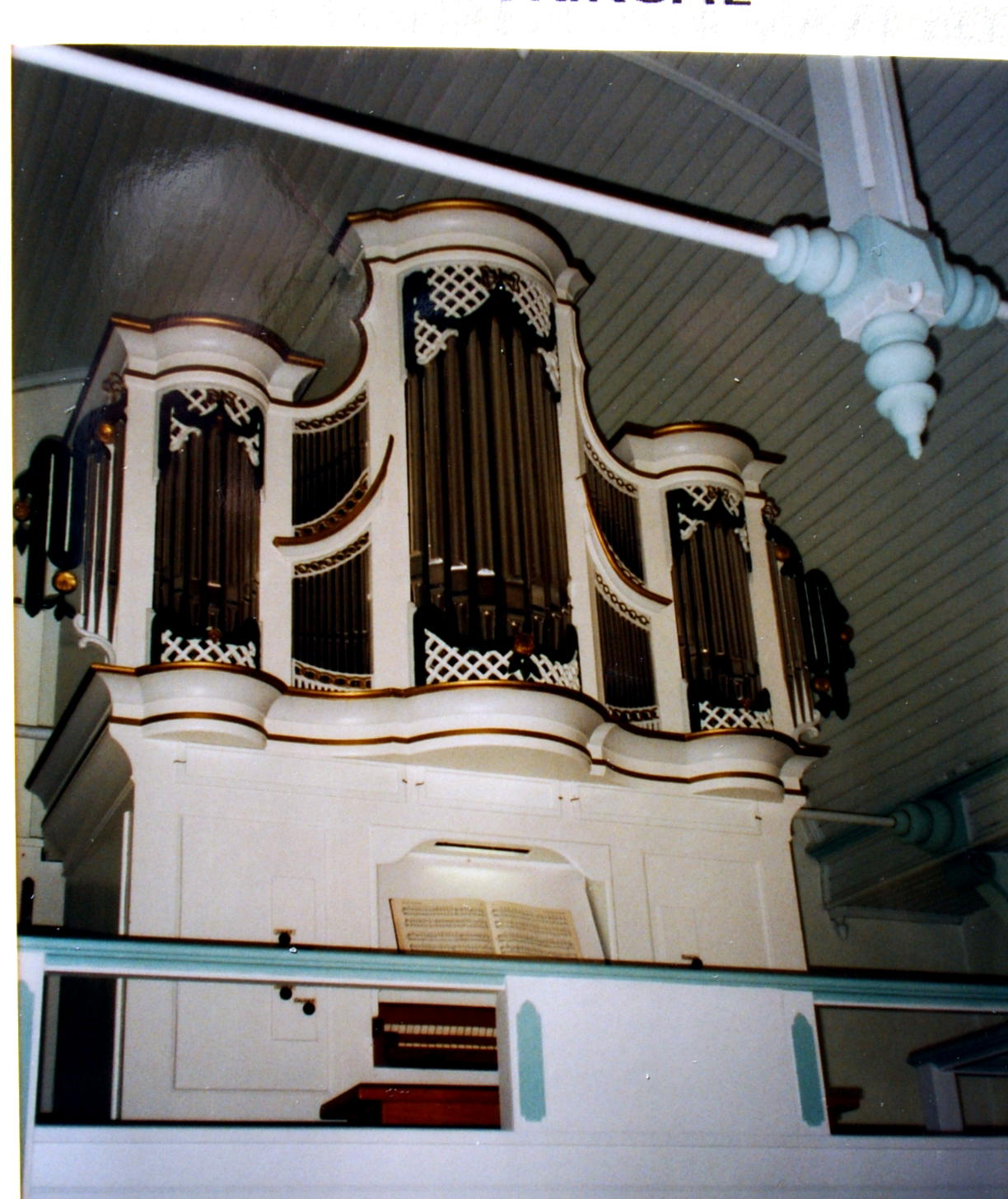
Rohlfs-Orgel von 1799

Der Innenraum ist schlicht gestaltet und wird von einem hölzernen Tonnengewölbe, das von Konsolen gestützt wird, abgeschlossen. Betritt man die Kirche, fällt der Blick zunächst auf ein schmiedeeisernes Kreuz, das aus zwei jeweils leicht versetzten Längs- und Querbalken besteht. Dieses Motiv findet sich auch in dem ebenfalls schmiedeeisernen Geländer, das das unter dem Kreuz befindliche Baptisterium umgibt. Auf dem inzwischen aus Platzgründen abgedeckten Baptisterium befindet sich der aus den 1960er Jahren stammende Abendmahlstisch. Rechts vom Abendmahlstisch steht die Kanzel und links ein Flügel, mit dem ein Teil des sonntäglichen Gemeindegesangs begleitet wird. Eine Tür, die in der Frontwand eingelassen ist, führt in das sogenannte „Vorstandszimmer“, das bei Taufen auch als Umkleideraum genutzt wird. Die ursprünglichen Kirchenbänke wurden 2005 durch eine Bestuhlung ersetzt.
Im hinteren Bereich der Kirche befindet sich eine Empore, auf der die historische Orgel der Christuskirche ihren Platz gefunden hat. Sie wurde in den Jahren 1796 bis 1799 von Johann Gottfried Rohlfs in barocker Tradition für die Mennonitenkirche Norden gebaut. 1901 wurde das Instrument an die Baptistengemeinde verkauft und auf der Empore angebracht. Das Werk verfügt heute über elf Register auf zwei Manualen und Pedal, von denen noch drei original sind. 1984 und 1998 führte Bartelt Immer eine Renovierung mit einer Rekonstruktion einzelner Register durch.